# Enodia portlandia
Enodia portlandia är en fjärilsart som beskrevs av Fabricius 1781. Enodia portlandia ingår i släktet Enodia och familjen praktfjärilar. Inga underarter finns listade i Catalogue of Life.